# Telecomunicações de Santa Catarina
A TELESC operava a telefonia do sistema Telebras no estado de Santa Catarina antes do processo de privatização, que ocorreu em julho de 1998, tendo sido controlada e sucedida pela Brasil Telecom, atualmente Oi. 

## História
Em face da Lei Federal n.º 5.972/72 e sua conjugação com a Lei Estadual-SC n.º 4.822/73, que alterou o disposto na Lei
Estadual-SC n.º 4.299/69, foi transferido, por Assembléia Extraordinária da COTESC realizada em 16/03/1973, o controle acionário da mesma, do governo do Estado de Santa Catarina para a União. Ocasião em que restou mantida a natureza jurídica da COTESC, que passou a figurar como empresa subsidiária da TELEBRÁS.

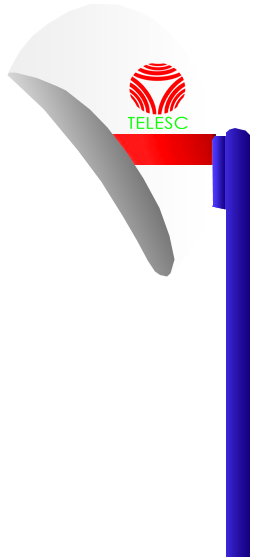
Desenho de um orelhão da extinta Telesc nos anos 1990

Em setembro de 1974, a COTESC, passa a se denominar TELESC - Telecomunicações de Santa Catarina S.A, e vira subsidiária do Sistema Telebrás. Ainda em 1974, instala os primeiros TUP - Telefones de Uso Públicos, chamados popularmente de Orelhão.
A Telesc, com o avanço tecnológico, aumentou sua confiabilidade e realizou várias obras simultaneamente pelo Estado. Os convênios com a Universidade Federal de Santa Catarina (UFSC) e a Escola Técnica Federal de Santa Catarina (ETF-SC, hoje Instituto Federal de Santa Catarina - IFSC) permitiram a formação de engenheiros em telecomunicações e técnicos de nível médio.
A Telesc, moderniza e instala centrais automáticas e também linhas, passando a ligar todo o estado de Santa Catarina. Em 1975, por meio de acordo entre a Telepar, a Telesc e a Prefeitura de Porto União, ficou definido que com a proximidade de Porto União com União da Vitória (PR), a Telepar ficaria responsável por instalar linhas na cidade catarinense. Nos anos 80, instala novas centrais automáticas em Blumenau, Florianópolis e Itajaí. A Telesc, se torna em 1978, a segunda empresa do Sistema Telebrás, a cobrir todo o seu estado.
Em 1979, todo o estado é ligado ao Serviço Nacional de Discagem Direta à Distância. Ainda em 1979 começa a testar o DDC - Discagem Direta à Cobrar, sistema criado por Adenor Martins de Araújo, funcionário da Telesc de Blumenau.
Em 1991, cria a TV-Executiva Telesc, uma emissora de televisão fechada usada pela UFSC e pela Telesc, neste mesmo ano cria-se a Telesc Celular, no ano seguinte, instala os telefones públicos á cartão telefônico. No ano de 1996, a Telesc, passa á oferecer o serviço Telesc Internet também denominado Rede Internet Telesc. Cria ainda em 1999, o serviço de comunicação de Dados para empresas denominados TransPac.
Foi absorvida pela Tele Centro Sul Participações S.A, que virou Brasil Telecom em abril de 2002, e que durante a transição a empresa foi denominada Telesc Brasil Telecom. Sua unidade de telefonia móvel digital, Telesc Celular, também foi privatizada sendo vendida para uma holding da Telecom Italia, formando a inicialmente a TIM Telesc Celular, Tim Sul e posteriormente a TIM Brasil.
Em 2000, a Telesc demite e desativa suas agências e cria o Disque 102, um serviço de call-center para atender à população. A Telesc em abril de 2000 a abril de 2002, assume a denominação Telesc Brasil Telecom, assumindo também um novo logotipo. Oficialmente em abril de 2002, as empresas componentes da Tele Centro Sul Participações S.A, assumem a razão social: Brasil Telecom S.A e o nome Brasil Telecom.
Em 2009 a Brasil Telecom SC foi absorvida junto com todo o grupo pela Oi.

## Estrutura da Telesc

### Postos de Atendimento
Por seus clientes, em sua maioria, serem de classes ‘A’ e ‘B’ o atendimento ao cliente da TELESC era diferenciado. As parcerias com os bancos, prefeitura e outros estabelecimentos, permitiam a criação de uma rede de postos de atendimento, onde, por meio das lojas instaladas em pontos estratégicos, o cliente podia efetuar compras de fichas/cartões telefônicos (as), resolver qualquer problema relacionado à linha telefônica e/ou outros serviços prestados pela companhia.

### Serviços de Telefonia Oferecidos

#### Serviços Avançados
- Tráfego DDD/DDI/Local

#### Serviços Básicos
- Tráfego DDD/Local
- Plataformas de voz e texto

#### Serviços Especiais
- Telecard
- Identificadores de Chamada
- Superfone
- Serviço 0800

### Serviços de Internet e dados oferecidos
A Fibra óptica instalada na nova rede, também permitiu a comercialização de serviços destinados a internet, e comunicação de dados.

#### Serviços de Dados

##### TransPac
A Telesc, oferecia o TransPac, um serviço de comunicação de dados para acesso remoto temporário a partir de terminais, ou micros pessoais, permitindo a transmissão de arquivos e a integração a redes locais de computadores.

##### Datafone 64
A Telesc oferecia o serviço Datafone 64, um serviço de comunicação de dados que permite a transmissão de voz, dados, e imagem através da rede telefônica com velocidade de 64K.
A Telesc oferecia também o TransDados, um serviço que proporciona conexão permanente entre computadores, permitindo a comunicação em tempo real com pontos remotos para transmitir dados com total qualidade.

#### Serviço de Internet

##### Provedor e Hospedagem
A Telesc comercializava planos que permitiam a seus clientes, acesso a internet com velocidade máxima de 2 Mbps, e hospedagem virtual para sites de pequenas, médias e grandes empresas.

##### Rede Internet TELESC
O serviço Internet TELESC prove total acesso à rede Internet mundial, suportando toda a gama de aplicações TCP/IP. Através de acessos dedicados (24 horas por dia, 7 dias por semana), o serviço está disponível em velocidades que variam de 19.2 Kbps até 2 Mbps, e consiste na locação de porta em um dos roteadores da Rede Internet TELESC.

## TELESC Celular
Em 1991, a Telesc, cria a Telesc Celular, para gerir os serviços de telefonia móvel no estado. Em 1998 com a privatização da Telebrás e da Telesc, á Telesc Celular, passa a ser gerida pela Tele Celular Sul Participações S.A, cujas empresas que faziam parte do holding, foram repassadas á TIM Sul, a Telesc Celular, durante a transição, assumiu a denominação: Tim Telesc Celular.

## Privatização e Venda para a Tele Centro Sul Participações S/A
O Sistema Telebrás foi privatizado no dia 29 de julho de 1998 em função de uma mudança constitucional no ano 1995, e com a promulgação da Lei Geral de Telecomunicações, que visava a ampliação e a universalização dos serviços de comunicação e o enxugamento da máquina estatal brasileira. Desta forma, a Telesc e sua unidade de telefonia móvel digital, Telesc Celular, foram privatizadas. A Telesc foi vendida para a Tele Centro Sul Participações S/A, formando a Brasil Telecom, e a Telesc Celular foi vendida para uma holding da Telecom Italia, formando a TIM Sul e posteriormente á TIM Brasil. Atualmente, a Tele Centro Sul Participações S/A, tinha seus produtos comercializados com a marca Brasil Telecom, em 2009, toda a Brasil Telecom, foi vendida para Oi (antiga Telemar), e a TIM é uma das maiores operadoras de telefonia móvel do país.